# Xã Belmont, Quận Kingman, Kansas
Xã Belmont (tiếng Anh: Belmont Township) là một xã thuộc quận Kingman, tiểu bang Kansas, Hoa Kỳ. Năm 2010, dân số của xã này là 49 người.